# Anthony Anderson
Anthony Alexandre Anderson (ur. 15 sierpnia 1970 w Los Angeles) – amerykański aktor i komik.

## Życiorys
Urodził się w Los Angeles. Dorastał w Compton w Kalifornii. W wieku pięciu lat pojawił się w reklamach. Jego pierwszą rolą filmową był Cookie w komedii Teda Demmego Życie (1999) z Martinem Lawrence i Eddiem Murphym, a następnie rola Scribblesa w dramacie Barry’ego Levinsona Smak wolności (1999) jako Scribbles. Ze względu na swój naturalny humor zagrał w komediach takich jak Agent XXL (2000), Ja, Irena i Ja (2000) i Agencie, podaj łapę (2001).
Żonaty, ma dwójkę dzieci.

## Filmografia
- Pod koszem (Hang Time, 1995–2000) jako Theodore 'Teddy' Brodis (1996–1998)
- Alien Avengers (1996) jako Alley Hood #2
- Smak wolności (Liberty Heights, 1999) jako Scribbles
- Odlot (Trippin’, 1999)
- Życie (Life, 1999) jako Cookie
- Romeo musi umrzeć (Romeo Must Die, 2000) jako Maurice
- Ulice strachu: Ostatnia odsłona (Urban Legends: Final cut, 2000) jako Stanley Washington
- Ja, Irena i Ja (Me, Myself & Irene, 2000) jako Jamaal
- Agent XXL (Big Momma's House, 2000) jako Nolan
- Królestwo niebieskie (Kingdom Come, 2001) jako Junior Slocumb
- Gra dla dwojga (Two Can Play That Game, 2001) jako Tony
- Mroczna dzielnica (Exit Wounds, 2001) jako T.K.
- Agencie podaj łapę (See Spot Run, 2001) jako Benny
- Barbershop (2002) jako J.D.
- Raperzy z Malibu (Malibu's Most Wanted, 2003)
- Od kołyski aż po grób (Cradle 2 the Grave, 2003) jako Tommy
- Kangur Jack (Kangaroo Jack, 2003)
- All About the Andersons (2003–2004) jako Anthony Anderson
- Straszny film 3 (Scary Movie 3, 2003) jako Mahalik
- O dwóch takich, co poszli w miasto (Harold and Kumar Go to White Castle, 2004) jako Pracownik Burger Shack
- Ojciec mojego dziecka (My Baby's Daddy, 2004) jako G
- Agent Cody Banks 2: Cel Londyn (Agent Cody Banks 2: Destination London, 2004) jako Derek
- Czerwony Kapturek – prawdziwa historia (Hoodwinked, 2005) jako Det. Bill Stork (głos)
- Porwanie na żądanie (King’s Ransom, 2005) jako Malcolm King
- Pod prąd (2005) jako Key
- Straszny film 4 (Scary Movie 4, 2006) jako Mahalik
- The Last Stand (2006) jako Jay
- Infiltracja (The Departed, 2006) jako Brown
- Artur i Minimki (Arthur and the Minimoys, 2006) jako Koolomassai
- Transformers (2007) jako Glen Whitmann
- Miasteczko, które bało się zmierzchu (2014) jako Morales